# Zach Bryan (album)
Zach Bryan è il quarto album in studio del cantautore statunitense Zach Bryan, pubblicato il 25 agosto 2023.

## Antefatti e descrizione
Bryan ha rivelato che non ci sono "grandi spiegazioni" o "significati nascosti" dietro le canzoni dell'album. Invece, il cantautore le ha semplicemente descritte come "poesie e canzoni" che lui voleva condividere con il pubblico perché dallo stesso ritenute "speciali". Le tracce sono state definite dall'autore come "forti" e "piene di speranza" ma la parte più fondamentale per il cantante era proprio che queste canzoni fossero sue. A seguito della pubblicazione dell'album, Bryan ha annunciato che gli ascoltatori potrebbero trovarsi davanti non propriamente un album pensato per scalare le classifiche e che sarebbero potuti rimanere "fortemente delusi" da ciò.
Il 25 giugno 2023, tramite il suo account Instagram, Bryan ha condiviso un'anteprima delle prime dieci tracce dell'album, accennando a una imminente pubblicazione dell'album. Ha anche rivelato che quest'album sarebbe stato "personale" e che non gli sarebbe importato se gli ascoltatori non lo avessero apprezzato. Il 9 agosto il cantautore ha annunciato l'album con i dettagli relativi alla copertina e alla tracklist. Le 15 tracce dell'album mescolano "elementi di indie rock e folk" in uno stile unico di musica country.
L'album è stato interamente auto-prodotto dal cantautore e vanta le partecipazioni di diversi autori, tra i quali the War and Treaty, Sierra Ferrell, Musgraves e i the Lumineers.

## Accoglienza
| Recensione    | Giudizio |
| ------------- | -------- |
| Pitchfork     | 6.7/10   |
| Rolling Stone |          |

Valutando positivamente lo sforzo discografico dell'autore, Maura Johnston di Rolling Stone ha notato come Bryan riesca a mostrare una "attenta presentazione del suo ovvio talento nello scrivere canzoni" che rende l'ascolto "avvincente", elogiando la sua abilità di dare alle sue canzoni non solo uno spazio di respiro ma anche la possibilità di "ribollire e desiderare". La Johnston ha definito l'album come una commistione tra "lo stile narrativo accattivante di Nashville" e il "realismo americano". Sam Sodomsky di Pitchfork ha scritto che Bryan "lavora con l'apprezzamento tradizionalista per il cantautorato e l'intensa e sincera emozione dell'heartland rock", aggiungendo che "la sua feroce determinazione finische anche per essere la sua grazia salvifica. Qualunque sia l'effetto che le canzoni hanno su di te, non si dubita mai del fatto che questa siano state fatte con il cuore".

## Successo commerciale
Zach Bryan ha debuttato alla prima posizione della Billboard 200 statunitense, con 200.000 unità equivalenti ad album, il più importante debutto per un album rock degli ultimi 4 anni e il primo album numero uno del cantautore. Nella stessa settimana di pubblicazione, quella del 9 settembre 2023, il brano I Remember Everything debutta alla prima posizione della Hot 100 rendendo Zach Bryan il nono artista nella storia della Billboard a debuttare simultaneamente alla prima posizione sia con un album che con una canzone. L'album ha anche ottenuto il più alto numero di streaming nella storia della Billboard, accumulati in una settimana, per un album rock. L'album ha debuttato alla prima posizione della classifica neozelandese e alla seconda posizione della classifica australiana e irlandese.

## Tracce
1. Fear and Friday's (Poem) – 1:47
2. Overtime – 3:10
3. Summertime's Close – 3:06
4. East Side of Sorrow – 3:29
5. Hey Drive (feat. the War and Treaty) – 3:47
6. Fear and Friday's – 2:51
7. Ticking – 4:02 (testo: Zach Bryan, Justin Byrd)
8. Holy Roller (feat. Sierra Ferrell) – 3:36
9. Jake's Piano - Long Island – 5:19
10. El Dorado – 3:02
11. I Remember Everything (feat. Kacey Musgraves) – 3:47
12. Tourniquet – 3:09
13. Spotless (feat. the Lumineers) – 2:49
14. Tradesman – 3:07
15. Smaller Acts – 3:07
16. Oklahoman Son – 4:09

## Classifiche
| Classifica (2023) | Posizione massima |
| ----------------- | ----------------- |
| Australia         | 2                 |
| Canada            | 1                 |
| Irlanda           | 2                 |
| Norvegia          | 20                |
| Nuova Zelanda     | 1                 |
| Regno Unito       | 22                |
| Stati Uniti       | 1                 |
| Svezia            | 37                |